# Aretza erythroptera
Aretza erythroptera är en insektsart som beskrevs av Sjöstedt 1921. Aretza erythroptera ingår i släktet Aretza och familjen gräshoppor. Inga underarter finns listade i Catalogue of Life.